# Josephine Crease
Pour les articles homonymes, voir Crease.
Josephine Crease, née le 7 août 1864 et morte le 24 décembre 1947, est une artiste canadienne.

## Biographie
Josephine Crease est la fille de Sir Henry Pering Pellew Crease, juge de la Cour suprême et de Lady Sarah Lindley Crease, artiste canadienne. Elle est née à New Westminster et déménage à Victoria avec sa famille en 1869. Elle suit des cours d'art au King's College de Londres avec sa sœur Susan.
Crease réalise des croquis de voyages autour de l'Île de Vancouver et peint des aquarelles de paysages locaux. Elle est membre fondatrice de la Island Arts and Crafts Society (en), dont elle est présidente honoraire en 1939, et membre du Victoria Sketch Club, dont elle est présidente en 1903. Elle est incluse dans des expositions de la British Columbia Society of Fine Arts, à la Galerie d'art de Vancouver qui expose son travail en 1978, et à la Victoria Fair,,.
Elle meurt à Victoria à l'âge de 83 ans.
Son travail fait partie des collections des Archives provinciales de la Colombie-Britannique et de la Art Gallery of Greater Victoria (en).

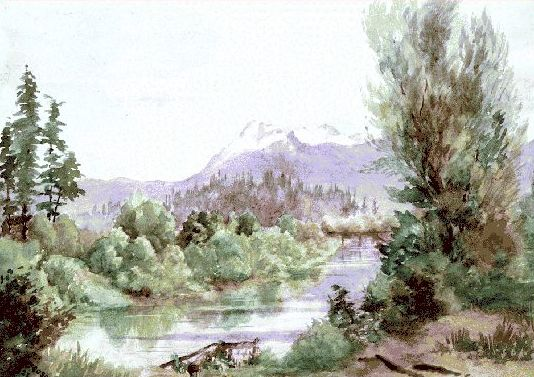
Paysage à l'aquarelle.